# П'єтро Паван
П'єтро Паван (італ. Pietro Pavan; 30 серпня 1903, Тревізо, Королівство Італія ― 26 грудня 1994, Рим, Італія) ― видатний католицький богослов, священник, італійський кардинал.

## Життєпис

### Навчання
Народився в Тревізо. Був третім із десяти дітей Джузеппе Павана і Марії Піччьолі. Отримав ім'я Фйораванте (в реєстрі хрещень парафії), а ім'я П'єтро зазначене в муніципальному реєстрі. Початкову освіту здобув у державній школі в Повельяно, потім в приватному інституті Мадзаролло. 13 листопада 1916 року вступив до семінарії в Тревізо, де з перервою (1917–1919) довершив гімназійні студії. В 1921 році вирішив стати місіонарем і вступив до Папської семінарії закордонних місій, переїхав до Монци, а потім до Мілану, і навіть розпочав новіціятське випробування, але через проблеми зі здоров'ям полишив ідею стати місіонером (1925). Того ж року єпископ Тревізо закликав його повернутися до дієцезальної семінарії, де він довершив три останні роки богослов'я. Висвячений на священика 8 липня 1928 року єпископом Тревізо Андреа Джячінто Лонґіном. Продовжив навчання в Папському Григоріанському університеті в Римі, проживаючи в Колегії Капраніка; в Грегоріанум 8 березня 1929 року отримав докторат з філософії, а 30 січня 1932 року ― з богослов'я; пізніше ― з 1934 року навчався в Падуанському університеті, де 6 липня 1936 зроку добув докторат з політичних наук.

### Душпастирське служіння та професорська діяльність
Перебуваючи в Римі вже як священик виконував душпастирське служіння в районі Боччеа, де проживало багато вихідців із Тревізо. В 1932 єпископ покликав його до Тревізо і призначив професором морального богослов'я в дієцезальній семінарії. Пізніше викладав філософію та історію в Колегії Пія Х, педагогіку в Колегії Канноссіано, релігії і філософії в державному ліцеї «А. Канова». 1933–1939 був сотрудником на парафії Сан Аньєзе. З кінця Другої світової війни і до закриття Другого Ватиканського собору в 1965 році, Паван був завзятим захисником демократичних ідеалів. Консультант в справах церкви в Католицькому інституті Соціальної Активності в Римі, професор соціальної економіки в Папському Латеранському університеті в Римі в 1948–1969 роках, а в 1969–1974 роках його ректор (rettore magnifico). Професор політичних наук в Папському Грегоріанському університеті, які викладав латиною. 5 травня 1951 року призначений Домашнім прелатом папи Пія ХІІ. Був радником Голови Ради міністрів Італії Альчіде де Гаспері. Відіграв важливу роль у Світовому Конгресі Апостоляту Мирян, який відбувся в Римі в 1951 році, та Конгресі присвяченому Другій світовій війні (1957). В 1953 папа Пій ХІІ іменував його членом Церковної комісії Тимчасового Комітету Міжнародного Конгресу Апостоляту Мирян. Професор католицьких університетів у Вашингтоні (США) і Монреалі (Канада). Апостольський протонотарій ad instar (11 січня 1962). Католицький університет в Сантьяго (Чилі) надав йому титул доктор honoris causa.

### Співредактор церковних документів
Радник Конгрегацій Священної Канцелярії, Консисторії і Семінарій та Університетських студій. Як експерт, почавши з третьої сесії, брав участь у Другому Ватиканському соборі; член комісії у справах мирян; як співредактор працював над соборовою декларацією про релігійну свободу «Dignitatis humanae», бувши опонентом кардинала Альфредо Оттавіані, який відстоював ідею «релігійної толеранції».
Як співпрацівник папи Івана ХХІІІ брав участь в опрацюванні кількох ключових документів його понтифікату, зокрема енциклік «Mater et Magistra» (15 травня 1961) і «Pacem in terris» (11 квітня 1963). Один з найавторитетніших знавців Соціальної Доктрини Церкви.
Автор численних праць з соціальної економіки, соціології і демократії.

### Кардинал
На консисторії 25 травня 1985 року папа Іван Павло ІІ надав вісімдесятиоднорічному о. П'єтро Павану титул кардинала дияконії Сан Франческо да Паола ай Монті. У зв'язку з його похилим віком папа не зобов'язував Павана до єпископських свячень, як цього вимагали новітні постанови стосовно кардиналів.

### Смерть
Помер у Римі 26 грудня 1994 року. Похований на Римському кладовищі Кампо Верано.